# Peter Lehel

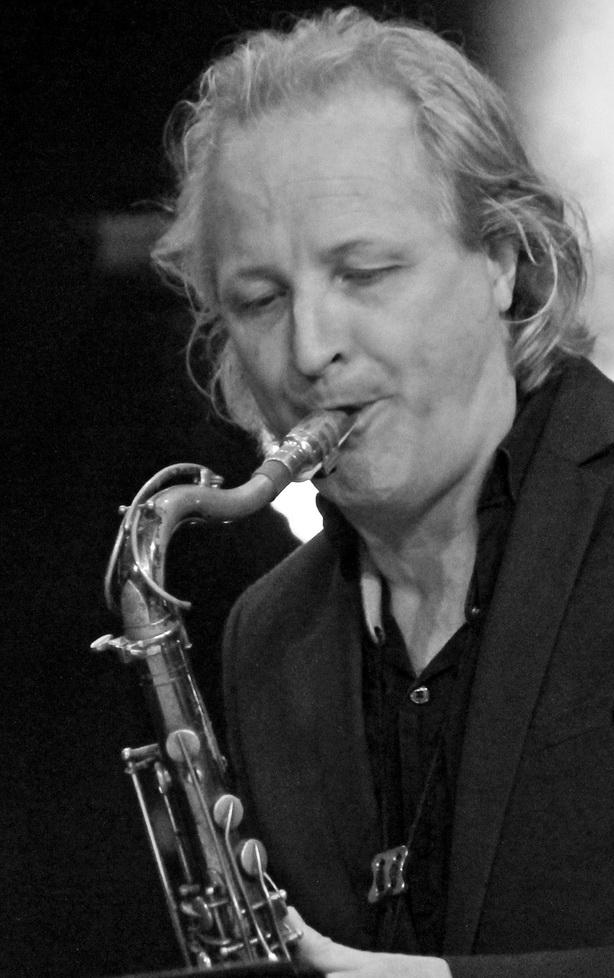
Peter Lehel beim Jazzfestival St. Ingbert 2016

Peter Lehel (* 13. September 1965 in Karlsruhe) ist ein deutscher Jazzmusiker (Tenor- und Sopransaxophon, Bassklarinette, Tárogató) und Komponist.

## Leben und Wirken
Lehel, Sohn eines ungarischen Vaters, wuchs in Illingen auf. Er begann mit elf Jahren mit dem Saxophonspiel. Sein Abitur machte er in Durmersheim und studierte zwischen 1988 und 1996 Jazz und Popularmusik an den Musikhochschulen in Stuttgart und Budapest. Er leitet eigene Formationen wie das Peter Lehel Quartett und ist seit 1993 Mitglied der Gruppen Pipes & Phones mit dem Stuttgarter Organisten und Komponisten Peter Schindler und der vor allem in Südkorea populären Band SaltaCello. 1996 trat er im Projekt Jazz Meets Classics mit Dino Saluzzi auf. Aktuell zählt neben dem Peter Lehel Quartet das Finefones Saxophone Quartet zu seinen Projekten. Mit seiner neuesten Veröffentlichung "Coltrane String Ballads" widmet er sich der Verbindung von Saxophon mit Streichquartett.
Mit dem Hoppel Hoppel Rhythm Club engagiert Lehel sich für die pädagogische Vermittlung des Jazz an Kinder. Als Komponist widmet er sich unter anderem der Integration von Jazzsolisten in das klassische Kammerorchester bzw. Streichorchester. Als Komponist und Arrangeur arbeitet er u. a. für die Klarinettistin Sabine Meyer, die Klarinettisten Wolfgang Meyer und Paquito D’Rivera und die Hammondorgelvirtuosin Barbara Dennerlein. 2011 initiierte er das Jazz Ensemble Baden-Württemberg.
Lehel ist Mitinhaber des unabhängigen Plattenlabels finetone music. Seit 2004 ist er Dozent für Jazz / Harmonielehre / Improvisation und Bigband an der Musikhochschule Karlsruhe.
2014 übernahm er die künstlerische Leitung der neu gegründeten Nachwuchsband Jazz Juniors des Landesmusikrats Baden-Württemberg.
Bei Advance Music erschien 2011 das Unterrichts- und Play-Along-Buch Crossover Pieces for Saxophone.
Er wohnt in Illingen und hat zwei Kinder.

## Preise und Auszeichnungen
Lehel wurde 1997 mit dem Jazzpreis Baden-Württemberg ausgezeichnet. Mehrere Produktionen, an denen er beteiligt war, erhielten den Preis der deutschen Schallplattenkritik (2000 und 2006).

## Diskografie (Auswahl)
- Annette Ehrlich, Werner Acker & Peter Lehel: Silent Hours 2025
- Peter Lehel & Amalien-Quartett: Coltrane String Ballads 2024
- Finefones Saxophone Quartet: Purple Pearls of Pop 2024 (mit Olaf Schönborn, Christian Steuber, Pirmin Ullrich)
- Finefones Saxophone Quartet: Chamber Jazz Quartets 2023 (mit Olaf Schönborn, Christian Steuber, Pirmin Ullrich)
- The New Peter Lehel Quartet: Sea of Love 2021 (mit Ull Möck, Dirk Blümlein, Christian Huber)
- Jim Snidero / Finefones Saxophone Quartet: Sonority 2019 (mit Olaf Schönborn, Christian Steuber, Pirmin Ullrich)
- Wolfgang Meyer / Peter Lehel / Thomas Stabenow / Thilo Wagner_ Nocturne 2019
- Peter Lehel / Peter Schindler: Aria 2018
- Peter Lehel / Kalman Olah / Mini Schulz: Lyrical Album 2016
- Peter Lehel Quartett mit Kammerchor Baden-Württemberg: Missa in Jazz 2016
- Peter Lehel Quartett mit Anna Toró & Wolfgang Meyer: Chamber Jazz 2015
- Peter Lehel Quartett mit Siegfried Rauch: Moonlight & Lovesongs 2015
- Wolfgang Meyer The Clarinet  2014 (mit Will Sanders, Ull Möck, Axel Kühn, Michael Kersting, Georges Soyka & Bigband HfM Karlsruhe, Ltg. Peter Lehel)
- Peter Lehel, Wolfgang Meyer Two of a Kind 2013 (mit Sabine Meyer, Reiner Wehle, Christian Ruvolo)
- Peter Lehel Quartett mit Junger Kammerchor Baden-Württemberg (Leitung Jochen Woll): Song of Praise 2012
- Barbara Dennerlein Trio: Bebabaloo 2010
- Wolfgang Meyer & Peter Lehel: Choro e Bossa Nova 2009 (mit Ull Möck, Mini Schulz, Markus Faller)
- Wolfgang Meyer Boleros 2007 (mit Ull Möck, Mini Schulz, Markus Faller – Preis der deutschen Schallplattenkritik)
- Peter Lehel Quartett Soul Balance 2007  –  Peter Lehel Quartett & Artisfact Chamber Orchestra
- Barbara Dennerlein Trio und Staatsphilharmonie Rheinland-Pfalz Change of Pace 2006
- Hoppel Hoppel Rhythm Club Vol. 2 2005 (mit Mini Schulz, Obi Jenne – Preis der deutschen Schallplattenkritik)
- Thomas Bierling, Peter Lehel, Eva Weis: Recht harmonisch 2005
- Peter Lehel & Kálmán Oláh Hungarian Rhapsody 2002 (mit dem Trio Midnight, Budapest Chamber Orchestra)
- Peter Lehel, Ull Möck Joy to the World 2000
- Pipes & Phones Suites 1999 (mit Peter Schindler, Markus Faller, Herbert Joos – Preis der deutschen Schallplattenkritik)

## Publikationen bei advance music / Schott / Edition Gruber
- Two of a Kind (Duos for Clarinet or Saxophone)
- Crossover Pieces for Saxophone (play-along)
- Cuel Bloo
- Eddie who?
- Shades of Light
- Shuffle, shuffle
- Funk-A-Lot
- Bb-Flat-A-Loogoo

## Publikationen bei edition49
- Concertino for Saxophone & Piano
- Beethoven Five
- Ungarischer Tanz Nr. 5
- Värmland
- Adagio e Fughette
- Walzer
- Variationen House of the rising Sun

## Publikationen bei Rodluc
- Fantasy for Saxophone & Wind Orchestra
- Latin Aspects

## Kompositionen (Auswahl)
für Saxophon & Streichquartett
- 2024 Coltrane String Quartets
- 2023 Musica Dolorosa
- 2022 Eastern Rhapsody

für Oktett
- 2022 When Future Smiles – New Edition
- 2016 When Future Smiles
- Eröffnung Europäische Kulturtage Karlsruhe 2016

für Holzbläser Duo
- 2012 Two of a kind
- Concertinette
- Cruisin`
- Count 3&2
- Change
- Cubaismn
- Challenge

für Saxophon-Quartett
- 2023 Highway Star (Deep Purple / Lehel)
- 2023 Child in Time (Deep Purple / Lehel)
- 2023 Based on Black Dog (Led Zeppelin / Lehel)
- 2023 Never Gonna Let You Go (Sergio Mendes / Lehel)
- 2023 Dream On (Aerosmith  / Lehel)
- 2019 Songs for Taipei (Cheng-Yu Lee / Lehel)
- 2019 Hot Blue Balkan Polka
- 2019 Papa Groove
- 2019 Tranquil Street (Sam Su / Lehel)
- 2019 The Garden
- 2019 Taiwan Saxophone View #1 (Trad. / Lehel)
- 2019 Taiwan Saxophone View #2 (Trad. / Lehel)
- 2019 Song for my Papa (Shawna Yang / Lehel)
- 2019 Spherical Blues
- 2014 Pavane (Fauré / Lehel)
- 2014 Libertango (Piazzolla / Lehel)
- 2014 Vilia (Lehár / Lehel)
- 2014 Reverie (Debussy / Lehel)
- 2014 Gavotte (Bach / Lehel)
- 2014 Brahms meets Santana (Brahms / Santana / Lehel)
- 2014 Für eine Nacht voller Seligkeit (Kreuder / Lehel)
- 2014 Adagio (Albinoni / Lehel)
- 2014 Stride la Vampa (Verdi / Lehel)
- 2014 Moldau (Smetana / Lehel)
- 2014 The Garden
- 2012 Losing my Mind
- 2011 Now & Then
- 2011 Presidential Suite
- 2011 Anima
- 2009 Cuel Bloo
- 2009 Bb-Flat-A-Loogoo
- 2009 Shades Of Light
- 2009 Eddie Who?
- 2009 Shuffle, Shuffle
- 2009 Funk-A-Lot
- 2009 Little Lady
- 2008 Folk Song
- 2008 Juliska
- 2008 Kind Of Blues
- 2005/8 Moving In
- 2005/8 Seven To Heaven
- 2005/8 Elegy
- 2005/8 Waltzing Out
- 2002/8 Bartók Sketch

für Chor
- 2024 Schillers Hope
- 2018 Der Husarenritt for Choir & Saxophone
- 2018 Yoska Csárdás for Choir & Saxophone
- 2011 Song 0f Praise for Choir & Saxophone

für Sinfonieorchester
- 2011 Double Concerto for Saxophone & Clarinet

für Symphonisches Blasorchester
- 2013 Concertino for Euphonium & Saxophone
- 2012 Latin Aspects
- 2005 Fantasie für Saxophon und Symphonisches Blasorcheste

für Symphonisches Holzbläserorchester
- 2014 Wind Academy Grand Opening
- 2012 Wind Academy

für Bigband
- 2023 Tale from the yellow Rose
- 2021 Midnight Desire
- 2016 Losing my Mind
- 2016 Pavane
- 2013 Double Concerto
- 2012 Two of a wooden kind
- 2011 Change to change
- 2010 Hungarian Rhapsody For Bigband
- 2010 Der Husarenritt (Funk-A-Lot)
- 2009 Anima (Arr. Jochen Welsch)
- 2007 Trane’s Mood
- 2006 Cake Waltz
- 2005 Mr. President

für Bigband & Sinfonieorchester
- 2008 Trane’s Symphony

für Brassensemble
- 2010 Fantasy
- 2010 Adagio
- 2010 Funk-A-Lot
- 2010 Brasserie

für Streichorchester und Saxophon
- 2024 Musica Dolorosa
- 2024 Everytime we say goodbye
- 2024 Soul Eyes
- 2024 It`s easy to remember
- 2024 Say it (over and over again)
- 2024 Gloomy Sunday
- 2008 Adagio
- 2004 Saxophone Concerto
- 2002 Metamorphosen
- 2001 Fantasy

für Posaune, Streichorchester und Jazztrio
- 2010 Adagio
- 2009 Seven to Heaven
- 2008 Trombone Concertino

für Streichorchester und Jazzquartett
- 2002 Hungarian Rhapsody

für Streichquartett
- 2009 Little Lady
- 2008 Juliska
- 2008 Kind of Blues
- 2005/8 Moving In
- 2005/8 Seven to Heaven
- 2005/8 Elegy
- 2005/8 Waltzing out
- 2002/8 Bartók Sketch

für Kirchenorgel & Saxophon
- 2022 Adagio
- 1999 Blue Suite
- 1996 Pipes & Phones
- 1992 Pest

für andere Besetzungen
- 2010 Cake Waltz
- 2010 Heavy Rotation
- 2010 Oblivion
- 2009 Mandoo-Loogoo
- 2009 Blue Cool
- 2009 Shades of Light
- 2009 Little Lady
- 2009 Shufflette
- 2008 Search for Woodwinds & Strings

## Lexikalische Einträge
- Jürgen Wölfer: Jazz in Deutschland. Das Lexikon. Alle Musiker und Plattenfirmen von 1920 bis heute. Hannibal, Höfen 2008, ISBN 978-3-85445-274-4.